# Джордан, Бенн
Бен Ли Джордан (англ. Benn Lee Jordan; род. 28 октября 1978, Джорджия) — американский современный джазовый и IDM музыкант, выступающий под множеством псевдонимов. С 1999 года его наиболее распространенная и эклектичная музыка была создана под именем The Flashbulb. Другие популярные имена Бена — Acidwolf, Human Action Network, FlexE.

## Биография
Джордан родился в Джорджии в 1978 году. Ещё в раннем возрасте он переехал в Чикаго к дедушке с бабушкой. Под влиянием местной джаз-сцены Джордан стал гитаристом-самоучкой. Он был левшой и поэтому учился играть на обычной гитаре (для правши) просто перевернув её, как и продолжает играть до сих пор. Свою музыкальную карьеру он начал выпуская инструментальную музыку на небольших лейблах США и Европы в 1996 году под различными псевдонимами, но наиболее заметным оказался псевдоним The Flashbulb. Несколько лет спустя он стал работать как фриланс-композитор для различных телевизионных киноагентств. В 2006 году The Flashbulb работал и гастролировал вместе с группой The Dillinger Escape Plan, которая помогла найти ему своих слушателей.

## Дискография

### The Flashbulb

#### LPs
- M³ (2000, Metatone)
- These Open Fields (2001, Alphabasic) (переиздан в 2002 году)
- Girls.Suck.But.YOU.Don’t (2003, Accel Muzhik)
- Resent and the April Sunshine Shed (2003, Alphabasic)
- Red Extensions of Me (2004, Sublight)
- Kirlian Selections (2005, Sublight)
- Réunion (2005, Sublight)
- Flexing Habitual (2006, Sublight)
- Soundtrack to a Vacant Life (2008, Alphabasic)
- Arboreal (2010, Alphabasic)
- Love as a Dark Hallway (2011, Alphabasic)
- Opus at the End of Everything (2012, Alphabasic)
- Hardscrabble (2012, Alphabasic)
- Nothing Is Real (2014, Alphabasic)

#### EPs/etc.
- 2 Remixes для Bogdan Raczynski (w/Nautilis 2001, Rephlex)
- Fly! (2001, Metatone Records)
- Drain Mode = ON (2001, Suburban Trash)
- Lawn Funeral EP (2004, Alphabasic)
- Binedump EP (2005, Suburban Trash/Bonnerwachs)
- That Missing Week EP (December 8, 2007, Alphabasic)
- A Raw Understanding (single) (February 26, 2010, Alphabasic)
- Terra Firma EP (December 14, 2011, Alphabasic)

### FlexE
- Programmable Love Songs Vol. 1 (2004, Nophi) (LP)

### Acidwolf
- Acidwolf Legacy 1995—2005 (2005, Bohnerwachs, Alphabasic) (LP)

### Human Action Network
- Welcome to Chicago: The Acid Anthology (2007, Alphabasic) (LP)

### Benn Jordan
- Pale Blue Dot (2008, Alphabasic) (LP)
- Louisiana Mourning (September 1, 2009, Alphabasic) (EP)
- The Universe: Original Score (July 9, 2012 Alphabasic) (EP)
- Cosmic Wonder (Original Motion Picture Score) (May 17, 2013 Alphabasic) (LP)